# 鬼の館
鬼の館（おにのやかた）は、岩手県北上市にある博物館。同市民憲章に「あの高嶺鬼すむ誇り」と謳われる鬼をテーマとしている。博物館法の登録博物館である。

## 概要
1994年（平成6年）6月1日開館。合併前の旧和賀町は鬼剣舞発祥の地であり、1988年（昭和63年）に町が策定した第4次和賀町総合開発計画の重点プロジェクトに「鬼と平和のまちづくり事業」に盛り込まれ、ふるさと創生事業も取り入れてシンボル施設として「鬼の館」を建設することになった。この計画を具体化するため高橋富雄を委員長とする「鬼と平和の里づくり推進委員会」が発足し、総事業費10億円をかけて1992年（平成4年）12月19日に着工した。1994年（平成6年）4月1日に事業は和賀支所から北上市教育委員会に移管され、同年5月24日に落成式が行われ、落慶法要の儀礼である「屋固め式」が岩崎鬼剣舞の剣舞作法に則って行われた。
敷地（19,000m2）には庭園を配し、その中に白を基調とする蔵造り風の建物がある。建物内には常設展示室の他、テーマと期間を設けて展示を行う企画展示室、展示ホールと展示スペース、収蔵庫等がある。展示スペースには多数の変化に富んだ鬼面が設置されている。エントランスホールには『ゲゲゲの鬼太郎』に登場する鬼太郎、ねずみ男、からかさ小僧等が展示されている。
2024年（令和6年）には開館30周年の記念事業が行われ、エントランスホールにある巨大な鬼のモニュメント等がリニューアルされる。

## 常設展示室
- 鬼の門
- 日本の鬼面 - 日本全国の祭りや芸能に登場する鬼面
- 世界の鬼面 - タイ、ネパール、インド、メキシコ等アジアを中心とした世界の様々な鬼面
- 変化鬼面
- よみがえる北の鬼
- 鬼の百科・ビデオブース
- 幻の鬼面

## イベント
同地の郷土芸能である鬼剣舞が頻繁に公演されている。

## 利用情報
- 開館時間 - 9時〜17時まで（入場は16時30分まで）
- 休館日 - 12月から翌年3月までの月曜日、祝日の翌日。12月28日から1月4日。館内整理日（11月27日から30日）
- 入館料 - 一般500円、高校生240円、小中学生170円。団体割引あり。

## 周辺施設
- 江釣子古墳群
- 北上市立公園展勝地